# Шатовьё (Верхние Альпы)
Шатовьё (фр. Châteauvieux, окс. Chasteuvielh) — коммуна во Франции, находится в регионе Прованс — Альпы — Лазурный Берег. Департамент коммуны — Верхние Альпы. Входит в состав кантона Таллар. Округ коммуны — Гап.
Код INSEE коммуны — 05037.

## Население
Население коммуны на 2008 год составляло 438 человек.
| 1962 | 1968 | 1975 | 1982 | 1990 | 1999 | 2008 |
| ---- | ---- | ---- | ---- | ---- | ---- | ---- |
| 127  | 142  | 141  | 240  | 332  | 408  | 438  |

## Экономика
В 2007 году среди 286 человек в трудоспособном возрасте (15—64 лет) 214 были экономически активными, 72 — неактивными (показатель активности — 74,8 %, в 1999 году было 68,2 %). Из 214 активных работали 200 человек (118 мужчин и 82 женщины), безработных было 14 (6 мужчин и 8 женщин). Среди 72 неактивных 19 человек были учениками или студентами, 34 — пенсионерами, 19 были неактивными по другим причинам.

## Достопримечательности
- Церковь Сент-Фуа, восстановлена в 1709 году.
- 9 часовен.

## Фотогалерея
- Шатовьё
- Шатовьё на картине Флорана Вийара
- Карта коммуны